# Mary Garcia Castro

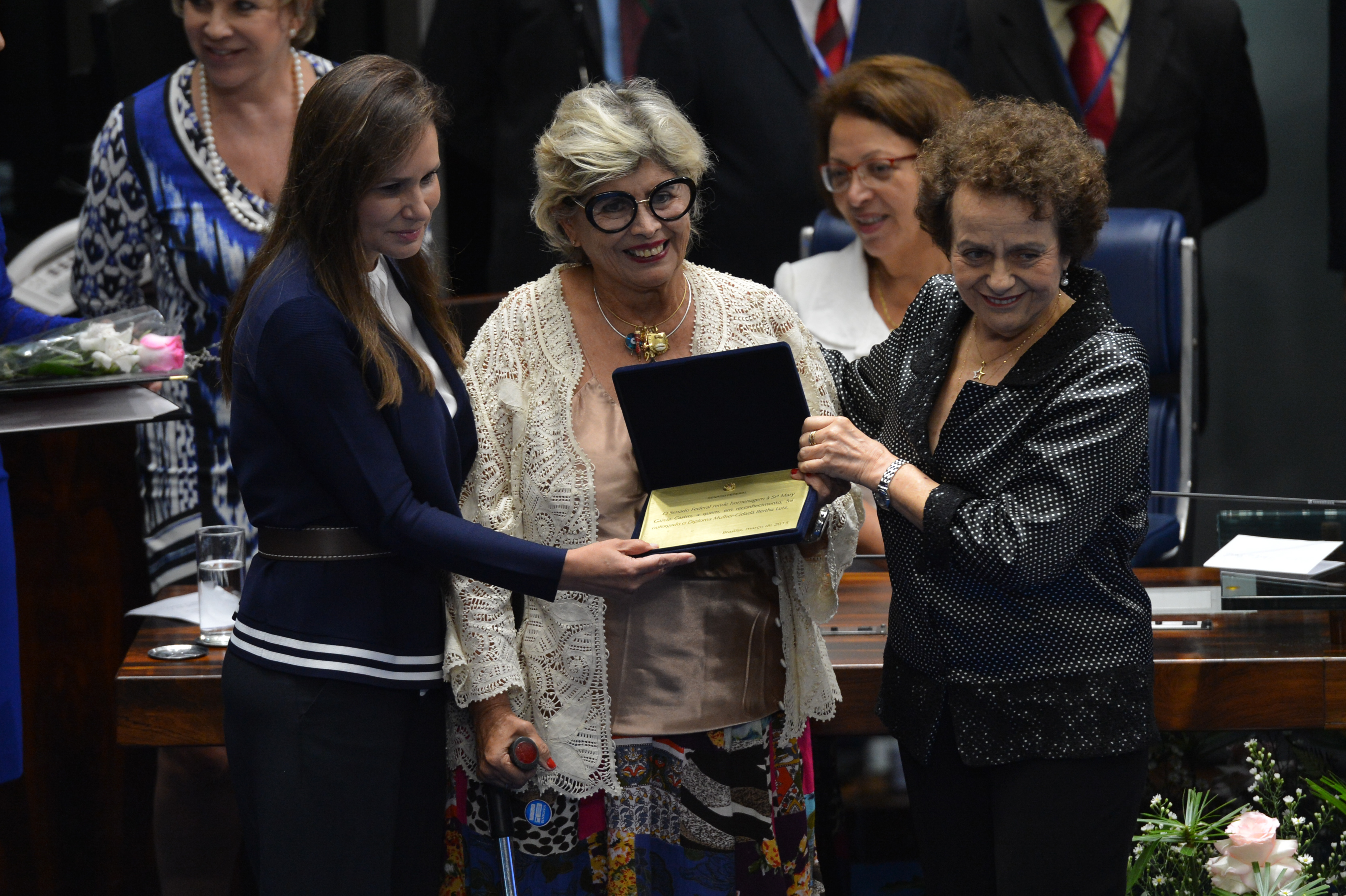
Mary Garcia Castro (Mitte) bei der Verleihung des Diploma Bertha Lutz 2015 im Bundessenat Brasiliens.

Mary Garcia Castro (* im 20. Jahrhundert) ist eine brasilianische Soziologin, die für ihren Gender-Work-Approach bekannt ist.
Castro promovierte 1989 in Soziologie an der University of Florida mit einer Arbeit über weibliche Haushaltsvorstände in Brasilien. Sie war Professorin an der Universidade Federal da Bahia. Ihre bekannteste Schrift ist Muchachas no more: household workers in Latin America and the Caribbean.
2015 wurde sie mit dem Diploma Bertha Lutz ausgezeichnet.